# Kōgai
Kōgai (jap. 笄) – ozdobna szpila do włosów lub specjalny szpikulec dołączony do pochwy (saya) mieczy japońskich (katana). 

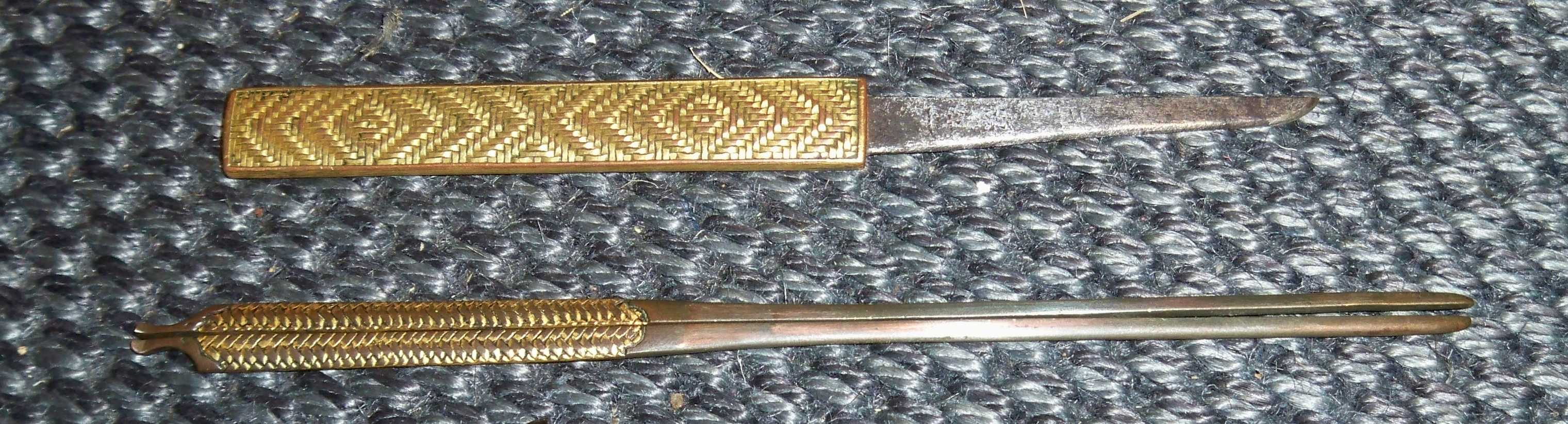
Kogatana u góry, wari-kōgai u dołu

Jest to tzw. igła mieczowa, przechodząca przez dodatkowe wycięcie w gardzie (tsuba) i chowająca się w specjalnym łożu pochwy. Służyła także jako narzędzie pomocne w rozwiązywaniu namokniętych rzemieni. Koniec rekojeści kōgai miał zwykle łagodnie wyprofilowaną "łopatkę" służącą do czyszczenia uszu. Wiele z kōgai było podzielonych wzdłuż na dwie części (wari-kōgai), co umożliwiało wykorzystanie ich jako pałeczek do jedzenia.
Kōgai obrosła także krwawą legendą. Służyła bowiem również do znakowania zwłok przeciwników (przez wbicie), co umożliwiało po bitwie odzyskanie zdobytej zbroi itp. Jeszcze krwawsza historia opowiada o przenoszeniu uciętych głów wrogów przez nabicie na kōgai.